# ایگور کونیتسین
ایگور کونیتسین (روسی: И́горь Константи́нович Куни́цын؛ زادهٔ ۳۰ سپتامبر ۱۹۸۱) یک تنیس‌باز اهل روسیه است.